# Den parlamentariske styringskæde
Den parlamentariske styringskæde er et begreb, der anvendes i statskundskab. Kæden omfatter de politiske valghandlinger, lovgivningsprocessen, regeringsdannelsen og implementeringen af politiske beslutninger. Evalueringen af styringskædens effektivitet foregår ved det kommende valg. Det er normalt en forudsætning for analyser af styringskæden, at folkesuverænitetsprincippet.
Johan P. Olsens udarbejdede i 1970'erne en model med fire principielle indfaldsvinkler. Som i de klassiske analyser tager han sit udgangspunkt i det suveræne folk, hvorfra al politisk autoritet i et demokrati udgår. Folket vælger ved frie valg repræsentanter en lovgivende forsamling. Denne fastlægger regler for samfundslivet, er ansvarlig for bevillinger til at finansiere lovgivningen. Den udøvende magt eller regeringen forelægger beslutningsforslag for den lovgivende forsamling og implementerer beslutningerne. Der er hertil knyttet en administration, som har ansvaret for implementeringen af lovene, og som kan stilles til ansvar, hvis der foretages handlinger, som strider mod de politiske beslutninger. Teorien forudsætter ikke nødvendigvis rationelle beslutningsprocesser, hvor der er et klart mål for de politiske beslutninger og kan opstilles klare alternativer.

Den parlamentariske styringskæde har tidligere været det afgørende fokus i politologisk forskning. I de senere år er der i stigende grad udviklet en bredere forståelse af politik, hvor politisk magt også tillægges andre interessegrupper, f.eks. organisationer, erhvervslivet og lobbyister. Netværksstyring af offentlige virksomheder, som bl.a. inddrager private aktører, virksomheder og interesseorganisationer i offentlige beslutningsprocesser er et eksempel på "justeringer" af de klassiske elementer i den parlamentariske styringskæde. 
Den globale påvirkning af staternes politiske system opfattes som en begrænsing af den parlamentariske styringskæde, bl.a. fordi energipolitik og miljøproblemer ikke kan løses af nationalstaterne. Finanskrisen er ligeledes et eksempel på de begrænsede muligheder for at implementere en policy 
i hver enkelt stat.